# Vadim Derbeniov
Vadim Klavdievitch Derbeniov (en russe : Вадим Клавдиевич Дербенёв) est un réalisateur, scénariste et directeur de la photographie soviétique puis russe né le 18 juin 1934 à Iaroslavl (URSS) et mort le 25 octobre 2016 à Moscou.

## Biographie
Fils de Klavdy Derbeniov (1905-1963) un auteur de romans policiers, Vadim Derbeniov obtient son diplôme de cameraman à l'Institut supérieur cinématographique d'État (VGIK) en 1957. Il travaille aux studios Moldova-Film (en) à partir de 1962.
Il réalise deux films adaptés de romans d'Agatha Christie, Le Secret des merles noirs en 1983 et Zagadka Endkhauza en 1989. Il signe également plusieurs scénarios entre 1970 et 1992.
Il reçoit le titre honorifique d'artiste du peuple de la fédération de Russie en 1994.
Mort à Moscou en octobre 2016, Vadim Derbeniov est enterré au cimetière Vagankovo.

## Filmographie

### Comme réalisateur
- 1963 : Voyage en avril (Puteshestviye v aprel)
- 1965 : Dernier mois d'automne (en russe : Последний месяц осени) (Posledniy mesyats oseni)
- 1968 : Le Chevalier des rêves (en russe : Рыцарь мечты)
- 1970 : Poema o tantse
- 1972 : Le Musicien du dimanche (ru), téléfilm
- 1974 : Goncharnyy krug, téléfilm
- 1975 : Spartacus (film-ballet, 1975) (ru)
- 1976 : Ivan le Terrible : Le Ballet (Groznyy vek)
- 1981 : Po sledu vlastelina
- 1982 : La Femme en blanc (Zhenshchina v belom)
- 1983 : Le Secret des merles noirs (Tayna chyornykh drozdov)
- 1985 : L'Attrapeur de serpents (Zmeielov)
- 1988 : Chyornyy koridor
- 1989 : Zagadka Endkhauza
- 1991 : Okhota na sutenera
- 1991 : Dom svidaniy, téléfilm
- 1992 : Baletmeyster
- 1995 : Au coin des Patriarchie (ru) (На углу, у Патриарших), mini-série
- 2001 : Na uglu, u Patriarshikh 2, série télévisée
- 2002 : Liniya zashchity, série télévisée (3 épisodes)
- 2003 : Na uglu, u Patriarshikh 3, série télévisée
- 2011 : Gadaniye pri svechakh, série télévisée

### Comme scénariste
- 1970 : Poema o tantse
- 1975 : Spartacus (film-ballet, 1975) (ru)
- 1976 : Groznyy vek
- 1981 : Po sledu vlastelina
- 1982 : Zhenshchina v belom
- 1988 : Chyornyy koridor
- 1989 : Zagadka Endkhauza
- 1991 : Okhota na sutenera
- 1992 : Baletmeyster

### Comme directeur de la photographie
- 1958 : Ataman Kodr de Mikhail Kalik, Boris Rytsarev et Olga Oulitskaïa (ru)
- 1959 : La Berceuse (Колыбельная) de Mikhail Kalik
- 1961 : L'Horizon de Iossif Kheifitz
- 1963 : À la recherche du soleil ou L'homme va vers le soleil (Человек идёт за солнцем) de Mikhail Kalik
- 1963 : Puteshestviye v aprel
- 1966 : Posledniy mesyats oseni
- 1970 : Poema o tantse
- 1975 : Spartacus (film-ballet, 1975) (ru)
- 1976 : Groznyy vek